# Santa Eufémia (Penela)
A Freguesia de Santa Eufémia foi uma freguesia portuguesa do Município de Penela que tinha 24,95 km² de área e 1 760 habitantes (2011), tendo, por isso, uma densidade populacional de 70,5 hab/km².
Era uma das poucas freguesias portuguesas territorialmente descontínuas, consistindo em duas partes de extensão semelhante, separadas pela parte sul da antiga freguesia de São Miguel e pela freguesia de Espinhal, também do concelho de Penela.
Foi extinta (agregada) pela reorganização administrativa de 2012/2013, sendo o seu território integrado na União das Freguesias de São Miguel, Santa Eufémia e Rabaçal, territorialmente contínua.

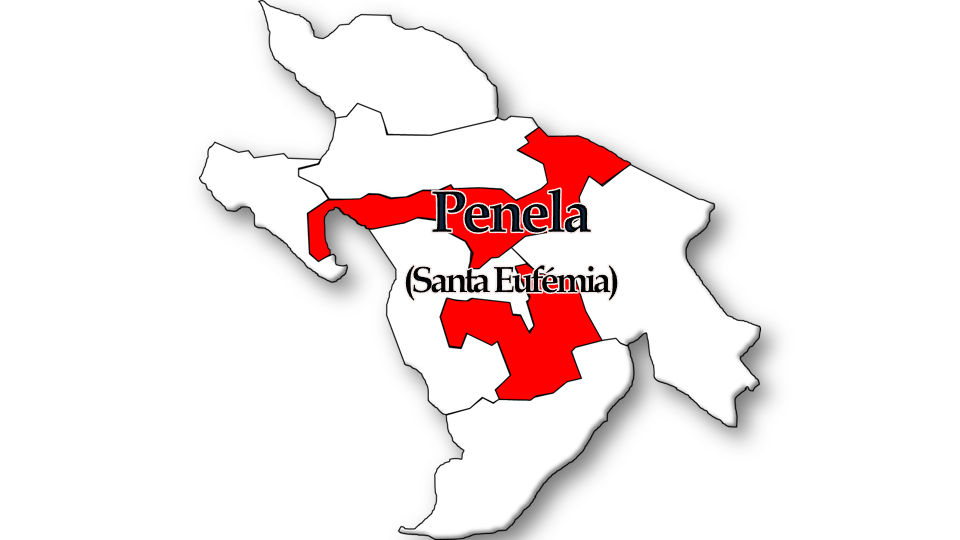
Localização no Município de Penela

## População

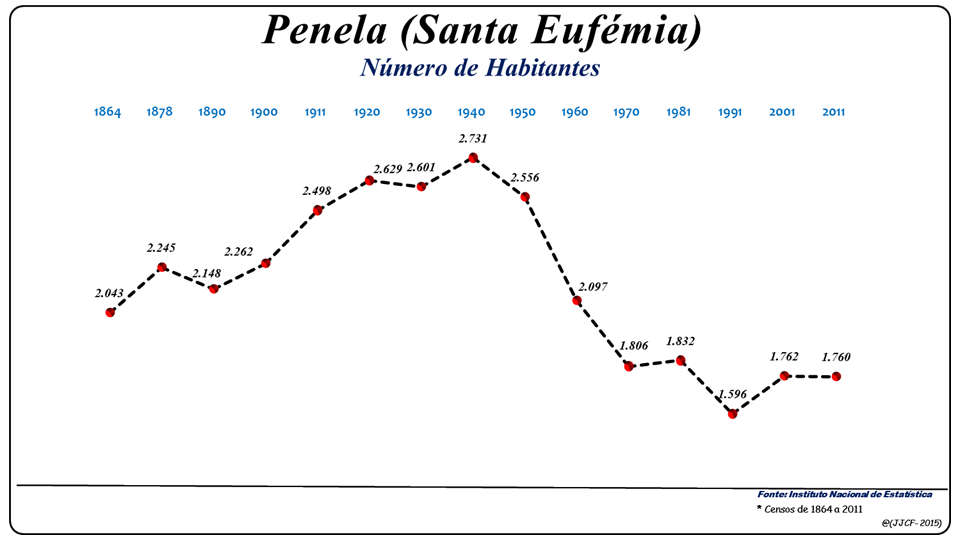
Evolução da População (1864 / 2011)

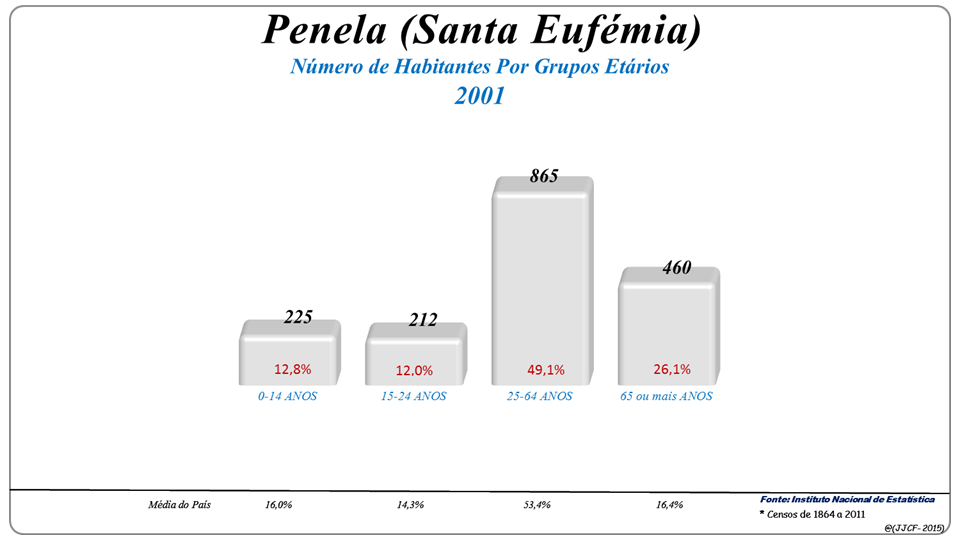
Grupos Etários (2001 e 2011)

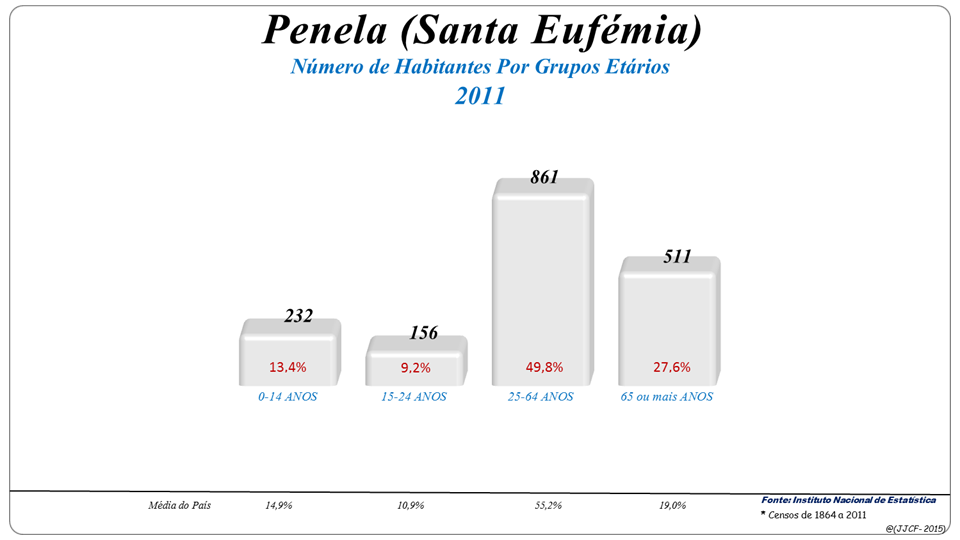
Grupos Etários (2001 e 2011)

Antigas freguesias que deram origem à União das Freguesias de São Miguel, Santa Eufémia e Rabaçal (Penela).

| População da Freguesia de Penela (Santa Eufémia) | População da Freguesia de Penela (Santa Eufémia) | População da Freguesia de Penela (Santa Eufémia) | População da Freguesia de Penela (Santa Eufémia) | População da Freguesia de Penela (Santa Eufémia) | População da Freguesia de Penela (Santa Eufémia) | População da Freguesia de Penela (Santa Eufémia) | População da Freguesia de Penela (Santa Eufémia) | População da Freguesia de Penela (Santa Eufémia) | População da Freguesia de Penela (Santa Eufémia) | População da Freguesia de Penela (Santa Eufémia) | População da Freguesia de Penela (Santa Eufémia) | População da Freguesia de Penela (Santa Eufémia) | População da Freguesia de Penela (Santa Eufémia) | População da Freguesia de Penela (Santa Eufémia) |
| ------------------------------------------------ | ------------------------------------------------ | ------------------------------------------------ | ------------------------------------------------ | ------------------------------------------------ | ------------------------------------------------ | ------------------------------------------------ | ------------------------------------------------ | ------------------------------------------------ | ------------------------------------------------ | ------------------------------------------------ | ------------------------------------------------ | ------------------------------------------------ | ------------------------------------------------ | ------------------------------------------------ |
| 1864                                             | 1878                                             | 1890                                             | 1900                                             | 1911                                             | 1920                                             | 1930                                             | 1940                                             | 1950                                             | 1960                                             | 1970                                             | 1981                                             | 1991                                             | 2001                                             | 2011                                             |
| 2 043                                            | 2 245                                            | 2 148                                            | 2 262                                            | 2 498                                            | 2 629                                            | 2 601                                            | 2 731                                            | 2 556                                            | 2 097                                            | 1 806                                            | 1 832                                            | 1 596                                            | 1 762                                            | 1 760                                            |

## Património
- Pelourinho de Penela
- Castelo de Penela
- Igreja de Santa Eufémia
- Convento de Santo António, incluindo a respectiva cerca
- Gruta do Algarinho, próxima a Taliscas